# 유럽 연합-메르코수르 자유 무역 협정

유럽 연합 27개 회원국

메르코수르 4개 회원국 (베네수엘라(적색 표시)는 회원국 자격 박탈)

유럽 연합-메르코수르 자유 무역 협정은 유럽 연합(유럽 27개국)과 메르코수르(남아메리카 4개국)가 2019년 원론적 합의에 도달하여 2024년 출범에 공식 합의한 자유 무역 협정이다. 이 FTA가 발표되면, 유럽과 남아메리카를 아우르는 거대 경제 단일 시장이 탄생하게 된다.

## 경제 규모
유럽 연합(EU)은 2024년 기준, 세계 3대 경제대국(유럽 1위)인 독일과 세계 7위 경제대국(유럽 3위)인 프랑스가 속해 있는 세계 3대 경제권이다. 메르코수르는 남아메리카의 최대 경제 공동체로 브라질·아르헨티나·우루과이·파라과이 등 4개국으로 구성되어 있다. 이 4개국의 경제 규모(국내총생산)를 합치면 약 2조 2,000억 달러로, 1조7,128억달러인 대한민국보다 큰 규모의 경제권에 속한다.
EU와 메르코수르의 인구 규모는 7억 명, GDP 비중은 전 세계 25%이다.

## 협상 과정
협상은 1999년부터 20년간의 협상 끝에 2024년 마무리되었다. 2019년 오사카 G20 정상회의에서 원론적인 합의에 도달하였으나, 유럽 연합(EU)측이 아마존 삼림 벌채 억제와 환경 보호 의무 조항 등 새로운 조건을 요구하였고, 세계적인 쇠고기 생산국인 브라질에서 수입한 쇠고기로 인해 가격이 떨어질 것을 우려하는 프랑스의 반대로 수년간 좌초되었다.
2019년 7월 1일 17쪽 분량의 원론적 합의가 채택되어 공개되었다. 하지만 상품, 서비스 및 투자에 대한 필수 자유화 일정은 아직 공개되지 않았다.
2024년 12월 6일, EU 집행위원회와 메르코수르 사무국은 보도자료를 통해 EU와 메르코수르간 FTA 협정 체결을 위한 논의가 마무리되었다고 밝혔다. 이후 우르줄라 폰데어라이엔 EU 집행위원장, 루이스 이나시우 룰라 다 시우바 브라질 대통령, 하비에르 밀레이 아르헨티나 대통령, 루이스 알베르토 라카예 포우 우루과이 대통령, 산티아고 페냐 파라과이 대통령은 우루과이 수도 몬테비데오에서 개최된 메르코수르 정상회의를 계기로 모여 FTA 협상 마무리를 축하하였다.
하지만, 프랑스는 이 FTA 협정을 완강히 거부하고 있다. 협정 발효는 EU 27개 회원국 전원의 지지가 필요하기 때문에 큰 변수로 작용하고 있다. 프랑스가 FTA에 거부하는 이유는 자국 농축산업계의 피해에 대한 우려 때문이다.
"환경과 농업에 미치는 영향에 대한 우려가 분명하며, 우리는 남은 단계에서도 반대 입장을 낼 것이다."— 소피 프리마 프랑스 무역부 장관

FTA 협정이 발효되려면, EU 27개 회원국 전원의 지지가 필요하다. 협상 마무리 후 각국 정상들은 다음과 같이 반응하였다.
 독일
"중요한 장애물을 극복했다."— 올라프 숄츠 총리

 스페인
"유럽과 라틴 아메리카 사이에 전례 없는 경제적 교량을 형성할 역사적인 협정이다."— 페드로 산체스 총리

 브라질
"참여국들이 막대한 정치적·외교적 자본을 투자해 합의를 마무리 지었다."— 루이스 이나시우 룰라 다 실바 대통령

하지만, 프랑스는 이 FTA 협정을 완강히 거부하고 있다. 협정 발효는 EU 27개 회원국 전원의 지지가 필요하기 때문에 큰 변수로 작용하고 있다. 프랑스가 FTA에 거부하는 이유는 자국 농축산업계의 피해에 대한 우려 때문이다.
 프랑스
"현재 상태로는 이 협정을 받아들일 수 없다."— 에마뉘엘 마크롱 대통령

"환경과 농업에 미치는 영향에 대한 우려가 분명하며, 우리는 남은 단계에서도 반대 입장을 낼 것이다."— 소피 프리마 무역부 장관

## 같이 보기
- 자유 무역 협정(FTA)
  - 북미자유무역협정(NAFTA)
  - 미국-멕시코-캐나다 협정(USMCA)
  - 중앙유럽 자유 무역 협정(CEFTA)
  - 한미 자유 무역 협정(KORUS)
  - 한중 자유 무역 협정